# Karolópókfélék
A karolópókfélék (Thomisidae) a főpókok (Araneomorphae) egyik családja, körülbelül 3000 fajjal. Potrohuk lapított, széles, néha többcsúcsú. Testhosszuk 1,5–3,5 mm; ivari kétalakúságuk erőteljes.
Nevüket onnan kapták, hogy táplálékukat „karolólábaikkal” ragadják meg: első két pár lábuk jóval hosszabb a második két párnál. Növényeken vagy a talajon egy helyben, „tárt karokkal” üldögélve várják prédájukat akár órákig is. Ha a zsákmány elég közel kerül, átölelik és felfalják.
Hátrafelé és oldalra is tudnak mászni, illetve futni (mint a tarisznyarákok). Hálót nem szőnek, csak biztosítókötelet és kokont. Nappal vadásznak. A virágokon élő fajok képesek alkalmazkodni a virág színéhez; a drapp vagy barna színűek leginkább leveleken, avarban tartózkodnak. A mérsékelt égövben körülbelül egy évig élnek.

## Rendszertani felosztásuk
A családot hét alcsaládra és 17, alcsaládba nem sorolt nemre tagolják az alábbiak szerint:
- Aphantochilinae (Thorell, 1873) alcsalád 3 nemmel:
  -     - Aphantochilus
    - Bucranium
    - Majellula
- Bominae (Simon, 1886) alcsalád 9 nemmel:
  -     - Avelis
    - Boliscodes
    - Boliscus
    - Bomis
    - Corynethrix
    - Felsina
    - Holopelus
    - Parabomis
    - Thomisops
- Dietinae (Simon, 1895) alcsalád 7 nemzetséggel:
  - Alcimochthini
  - Amyciaeini
  - Apyretinini
  - Dietini
  - Emplesiogonini
  - Mystariini
  - Tagulini
- Stephanopinae (O. P-Cambridge, 1871)alcsalád 4 nemzetséggel:
  - Haedanini
  - Phrynarachnini
  - Stephanopini
  - Stephanopoidini
- Stiphropodinae (Simon, 1886) alcsalád 3 nemmel:
  -     - Heterogriffus
    - Stiphropella
    - Stiphropus
- Strophiinae (Simon, 1895) alcsalád 2 nemzetséggel:
  - Strophiini
  - Ceraarachneini
- Thomisinae alcsalád 13 nemzetséggel:
  - Camaricini
  - Coriarachnini
  - Cymbachini
  - Diaeini
  - Heriaecini
  - Misumenini
  - Pagidini
  - Platyarachnini
  - Porrhopini
  - Smodicinini
  - Talaini
  - Tmarini
  - Uraarachnini
- alcsaládba nem sorolt nemek: 
  - Ansiea
  - Carcinarachne
  - Cozyptila
  - Ebelingia
  - Facundia
  - Fiducia
  - Henriksenia
  - Hexommulocymus
  - Ledouxia
  - Mastira
  - Megapyge
  - Modysticus
  - Rejanellus
  - Sinothomisus
  - Syphax
  - Tarrocanus
  - Taypaliito

## Ismertebb fajok
- viráglakó karolópók (Misunena vatia);
- fehér karolópók (Thomisus onustus);
- fekete-sárga karolópók (Synaema globosum);
- földi karolópók (Oxyptila praticola);
- csúcsos karolópók (Tmarus piger);
- közönséges karolópók (Xysticus kochi)

## Szaporodásuk
A párzási időszak nyáron van. A selymes kokonba zárt, növényre ragasztott petéket a nőstény őrzi, melyek 2-3 hét alatt kelnek ki.